# Aluatique
Abu Jafar Harune ibne Maomé (em árabe: أبو جعفر هارون بن محمد المعتصم; romaniz.: Abū Jaʿfar Hārūn ibn Muḥammad; 18 de abril de 812 - 10 de agosto de 847), mais conhecido por seu nome de reinado Aluatique Bilá (em árabe: الواثق بالله; romaniz.: al-Uāthiq bi’llāh; lit. "Ele que confia em Deus"), foi um califa do Califado Abássida que reinou de 842 até 847 (227–232 A.H. no calendário islâmico). É descrito nas fontes como bem-educado, intelectualmente curioso, mas também poeta e bebedor, que gostava da companhia de poetas e músicos, além de estudiosos. Seu breve reinado foi de continuidade com as políticas de seu pai, Almotácime, já que o poder continuou nas mãos dos mesmos funcionários que Almotácime havia nomeado. Os principais eventos do reinado foram a supressão de revoltas: rebeliões beduínas ocorreram na Síria em 842, Hejaz em 845 e Iamama em 846, a Armênia teve que ser pacificada ao longo de vários anos e, acima de tudo, uma revolta abortada ocorreu em Baguedade em 846, sob Amade ibne Nácer ibne Maleque Alcuzai. Essa última estava ligado ao apoio contínuo de Aluatique à doutrina do mutazilismo e sua reativação do mihna para erradicar os oponentes. Nas relações exteriores, o conflito perene com o Império Bizantino continuou, e os abássidas até conseguiram uma vitória significativa em Mauropótamo, mas após uma troca de prisioneiros em 845, a guerra cessou por vários anos.

## Vida

### Primeiros anos

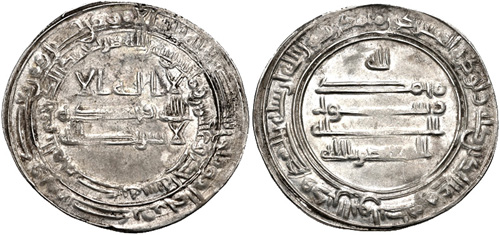
Dirrã de prata de Almotácime

Aluatique era filho de Almotácime com uma escrava grega bizantina (um ualade), Caratis. Nasceu em 17 de abril de 812 (várias fontes dão datas ligeiramente anteriores ou posteriores em 811-813), na estrada para Meca. Foi nomeado Harune em homenagem a seu avô, o califa Harune Arraxide (r. 786–809), e tinha o tecnônimo Abu Jafar. Sua infância é obscura, ainda mais porque seu pai era inicialmente um príncipe júnior sem perspectivas de sucessão. Harune ibne Ziade é mencionado como seu primeiro professor, e aprendeu caligrafia, recitação e literatura com seu tio, o califa Almamune (r. 813–833). Fontes posteriores o apelidaram de "Pequeno Almamune" por causa de sua erudição e caráter moral.
Quando Almotácime se tornou califa, cuidou de seu filho e herdeiro para adquirir experiência em governança. Assim, Aluatique foi deixado no comando da capital Baguedade em 835, quando Almotácime se mudou ao norte para fundar uma nova capital em Samarra. Foi então mencionado no relato de Tabari como sendo enviado para receber cerimonialmente o general Alafexim durante seu retorno vitorioso da repressão da revolta de Pabeco em 838, bem como foi deitado como representante de seu pai durante a campanha de Amório no mesmo ano. Foi depois citado em 841 trazendo uma tigela de frutas para Alafexim, agora desonrado e preso. Temendo que a fruta estivesse envenenada, Alafexim se recusou a aceitá-la e pediu que outra pessoa transmitisse uma mensagem ao califa. Em Samarra, sua residência era imediatamente adjacente ao palácio de seu pai, e era uma presença fixa na corte. Como observa o historiador John Turner, esses eventos mostram Aluatique no "papel de um agente confiável de seu pai, que o posicionou bem para assumir as rédeas do poder". Por outro lado, Aluatique nunca recebeu um comando militar e nem mesmo participou da campanha de Amório, em um desvio da prática anterior abássida.

### Reinado
Tabari registra que Aluatique era de estatura média, bonito e bem construído. Era sério com uma tez avermelhada. Seu olho esquerdo estava paralisado com uma mancha branca, que supostamente dava a seu olhar um aspecto severo. Quando Almotácime morreu em 5 de janeiro de 842, Aluatique o sucedeu sem oposição. Herdando um tesouro completo, o novo califa fez doações generosas ao povo, especialmente em Baguedade e nas cidades sagradas islâmicas de Meca e Medina. Sua mãe, Caratis, acompanhou o irmão de Aluatique, Jafar (o futuro califa Mutavaquil) na peregrinação em 842, mas morreu no caminho em Hira, em 16 de agosto. Ela foi enterrada em Cufa.

#### Elites
O reinado de Aluatique foi curto e essencialmente uma continuação do próprio Almotácime, já que o governo continuou a ser liderado pelos homens que Almotácime elevou ao poder: os comandantes militares turcos Itaque, Uacife e Axinas, o vizir Maomé ibne Azaiate, e o cádi chefe, Amade ibne Abi Daúde. Esses homens haviam sido pessoalmente leais a Almotácime, mas não estavam igualmente vinculados a Aluatique; na prática, de acordo com Turner, esse círculo estreito "controlava as alavancas do poder e, portanto, a independência do califa".
Em um gesto provavelmente destinado a cimentar uma aliança entre o califa e seu comandante mais poderoso, Aluatique concedeu uma coroa a Axinas em junho/julho de 843 e, na ocasião, investiu-o de ampla autoridade sobre as províncias ocidentais, de Samarra ao Magrebe — um ato que o estudioso egípcio do século XV Açuiuti considerou como a primeira ocasião em que o poder real (sultão) foi delegado a um súdito. Axinas morreu em 844, e Itaque o sucedeu em seu posto de comandante-em-chefe e em seu governo excessivo das províncias ocidentais. O novo califa também se empenhou em muitas construções em Samarra, o que contribuiu muito para tornar a residência do califa uma cidade adequada, com mercados e um porto às suas necessidades. Isso tornou Samarra não apenas mais confortável para seus habitantes, mas também tornou o investimento em propriedades economicamente atraente – ambas as principais considerações às elites abássidas e os militares, que foram forçados a se mudar para a nova capital por Almotácime.
Contudo, em 843/4, o califa - supostamente por instigação do vizir ibne Azaiate, ou, de acordo com uma história relatada por Tabari, inspirado pela queda dos barmécidas sob Harune Arraxide - prendeu, torturou e impôs pesadas multas a vários secretários do governo central, num esforço para arrecadar dinheiro para pagar as tropas turcas. A medida visava ao mesmo tempo possivelmente criar uma cisão entre elites civis e militares, ou reduzir o poder dos principais comandantes turcos, como Itaque e Axinas, já que a maioria dos secretários presos e obrigados a pagar eram em seu serviço.

#### Supressão de rebeliões
Já durante os últimos meses da vida de Almotácime, uma revolta em grande escala irrompeu na Palestina sob um certo Almubarca. Almotácime enviou o general Raja ibne Aiube Alhidari para enfrentar os rebeldes. Quando Aluatique chegou ao poder, despachou Alhidari contra ibne Baias, que liderou uma revolta tribal caicita em Damasco. A relação exata deste levante com a revolta de Almubarca não é clara. Aproveitando as dissensões entre os membros da tribo, Alhidari rapidamente derrotou ibne Baias, e então virou para o sul e confrontou as forças de Almubarca perto de Ramla. A batalha foi uma vitória decisiva para o exército do governo, com Almubarca feito prisioneiro e levado para Samarra, onde foi preso e nunca mais ouviu falar dele.
Ao subir ao trono, Aluatique nomeou Calide ibne Iázide Axaibani como governador da província rebelde de Armênia. À frente de um grande exército, Calide derrotou a oposição dos príncipes muçulmanos e cristãos locais na Batalha de Cauacerta. Calide morreu logo depois, mas seu filho, Maomé ibne Calide Axaibani, o sucedeu no cargo e continuou a tarefa de seu pai. Na primavera de 845, outra rebelião tribal estourou. Uma tribo local, os soleimitas, se envolveu num conflito com as tribos de Quinana e Baila em torno de Medina, resultando em confrontos sangrentos em fevereiro/março de 845. O governador local, Maomé ibne Sale ibne Alabas, enviou um exército contra eles compreendendo tropas regulares, bem como cidadãos de Medina, mas os soleimitas foram vitoriosos e começaram a saquear os arredores das duas cidades sagradas. Como resultado, em maio, Aluatique encarregou um de seus generais turcos, Buga Alquibir, com a função de cuidar do caso. Acompanhado por tropas profissionais dos regimentos de guarda xaquíria, turca e magariba, Buga derrotou os soleimitas e os forçou a se render. No início do outono, também forçou os Banu Hilal a se submeterem. As tropas de Buga fizeram muitos prisioneiros, cerca de 1 300 no total detidos em Medina. Eles tentaram escapar, mas foram impedidos pelos medineses, e a maioria foi morta no processo. Nesse ínterim, Buga aproveitou a oportunidade para intimidar as outras tribos beduínas da região e marchou para enfrentar os Banu Fazara e os Banu Murra. As tribos fugiram antes de seu avanço, com muitos se submetendo, e outros fugindo para Albalca. Buga então subjugou os quilabitas, levando cerca de 1 300 deles como prisioneiros de volta a Medina em maio de 846.
Um pequeno levante carijita em 845/6 ocorreu em Diar Rebia sob certo Maomé ibne Abedalá Atalabi (ou Maomé ibne Anre), mas foi facilmente reprimido pelo governador de Moçul. No mesmo ano, o general Uacife suprimiu tribos rebeldes curdas em Ispaã, Jibal e Pérsis. Em setembro de 846, Aluatique enviou Buga para impedir as depredações dos Banu Numair em Iamama. Em 4 de fevereiro de 847, Buga travou um grande confronto contra cerca de 3 mil numairitas no bebedouro de Batém Assir. A princípio, foi duramente pressionado e suas forças quase se desintegraram. Então, algumas tropas que tinha enviado para atacar os cavalos dos numairitas retornaram, caíram sobre as forças que atacavam Buga e os derrotaram completamente. De acordo com um relatório, até 1 500 numairitas foram mortos. Buga passou alguns meses pacificando a região, emitindo ordens de salvo-conduto para aqueles que se submeteram e perseguindo o resto, antes de retornar a Baçorá em junho/julho de 847. Mais de 2 200 beduínos de várias tribos foram levados cativos com ele.

#### Mutazilismo e o golpe abortivo dos Alcuzai
Como seu pai, Aluatique era fervoroso mutazilita — as fontes concordam que foi fortemente influenciado pelo chefe (cádi), ibne Abi Duáde — mas também, como seu pai, manteve boas relações com os álidas. No terceiro ano de seu califado, reviveu a inquisição (mihna), enviando funcionários para questionar juristas sobre suas opiniões sobre o controverso tópico da criação do Alcorão. Apoiou a visão mutazilita de que o Alcorão foi criado e não eterno e, portanto, caiu dentro da autoridade do imame guiado por Deus (isto é, o califa) para interpretar de acordo com as circunstâncias mutáveis. Mesmo durante uma troca de prisioneiros realizada com o Império Bizantino em 845, os prisioneiros muçulmanos resgatados foram questionados sobre suas opiniões sobre o assunto, com aqueles que deram respostas insatisfatórias supostamente deixados para permanecer em cativeiro. Assim, Amade ibne Hambal, fundador da escola de jurisprudência hambalita, que se opôs à doutrina mutazilita, foi forçado a cessar seus ensinamentos e só os retomou após a morte de Aluatique.
Em 846, um notável muito respeitado, Amade ibne Nácer ibne Maleque Alcuzai, descendente de um dos missionários originais da Revolução Abássida, lançou conspiração em Baguedade para derrubar Aluatique, seus comandantes turcos e as doutrinas mutazilitas. Seus seguidores distribuíram dinheiro ao povo e a data do levante estava marcada à noite de 4 para 5 de abril de 846. No entanto, segundo Tabari, aqueles que deveriam tocar o tambor como sinal da conspiração embriagaram-se e o fizeram um dia antes, e não houve resposta. Catibe de Baguedade, por outro lado, relata simplesmente que um informante entregou o complô às autoridades. O vice-governador da cidade, Maomé ibne Ibraim — o governador, seu irmão Ixaque, estava ausente - perguntou sobre o evento e a conspiração foi revelada. Alcuzai e seus seguidores foram presos e levados perante Aluatique em Samarra.
O califa interrogou Alcuzai publicamente, embora mais sobre a espinhosa questão teológica da criação do Alcorão do que sobre a rebelião. As respostas de Amade enfureceram tanto Aluatique, que o califa pegou Sansama, uma famosa espada do período pré-islâmico, e se juntou pessoalmente à execução de Amade, junto com os turcos Buga Axarabi e Sima Adimaxequi. O cadáver de Amade foi exibido publicamente ao lado do forca de Babaque em Baguedade, enquanto vinte de seus seguidores foram jogados na prisão. No mesmo ano houve uma invasão do tesouro público (baite almal) em Samarra. Os ladrões roubaram 42 mil dirrãs de prata e uma pequena quantidade de dinares de ouro. O saíbe da xurta (chefe de segurança), Iázide ibne Abedalá, deputado de Itaque, os perseguiu e os capturou. Turner aponta que este episódio pode fornecer alguma premonição da crise que irromperia nas décadas posteriores: a segurança até mesmo no palácio principal era frouxa e, com base nas declarações dos ladrões, o tesouro parecia estar quase vazio no momento.

#### Guerra com o Império Bizantino
Em 838, Almotácime obteve grande vitória contra o inimigo perene do Califado Abássida, o Império Bizantino, com o célebre Saque de Amório. Este sucesso não foi seguido, e a guerra voltou aos ataques e contra-ataques habituais ao longo da fronteira. De acordo com fontes bizantinas, na época de sua morte em 842, Almotácime estava preparando outra invasão em grande escala, mas a grande frota que havia preparado para atacar Constantinopla pereceu numa tempestade ao largo do Cabo Quelidônia alguns meses depois. Este evento não é relatado em fontes muçulmanas.
Após a morte de Almotácime, o regente bizantino Teoctisto tentou reconquistar o Emirado de Creta, um vassalo abássida, mas a campanha terminou em desastre. Em 844, um exército dos emirados fronteiriços de Calicala e Tarso, liderado por Abuçaíde, e possivelmente o emir de Malátia Ambros, invadiu profundamente a Ásia Menor bizantina e chegou até a costa do Bósforo. Os muçulmanos então derrotaram Teoctisco na Batalha de Mauropótamo, auxiliados pela deserção de altos oficiais bizantinos. Mais ou menos na mesma época, os paulicianos, uma seita perseguida como herética no império, desertou para os árabes sob seu líder Carbeas. Eles fundaram um pequeno principado na fronteira abássida-bizantina, centralizado na fortaleza de Tefrique, e doravante se juntaram aos árabes em seus ataques ao território bizantino.
Em 845, uma embaixada bizantina chegou à corte califal para negociar a troca de prisioneiros. Foi realizada em setembro do mesmo ano sob os auspícios de Cacã Alcadim, e algo entre 3 500–4 600 muçulmanos foram resgatados. Em março do mesmo ano, no entanto, 42 oficiais capturados em Amório foram executados em Samarra, depois de se recusarem a se converter ao Islã.  Depois que a trégua acertada à troca expirou, o governador abássida de Tarso, Amade ibne Saíde ibne Salme, liderou um ataque de inverno com sete mil homens. Falhou desastrosamente, com 500 homens morrendo de frio ou afogamento e 200 feitos prisioneiros. Depois disso, a fronteira árabe-bizantina permaneceu quieta por seis anos. Somente no oeste os clientes dos abássidas, o Emirado Aglábida, continuaram sua gradual conquista da Sicília bizantina, capturando Messina (842/43), Módica (845) e Leontini (846). Em 845/46, os aglábidas capturaram Miseno perto de Nápoles na Itália continental, e no ano seguinte seus navios apareceram no rio Tibre e suas tripulações invadiram os arredores de Roma.

### Morte e sucessão

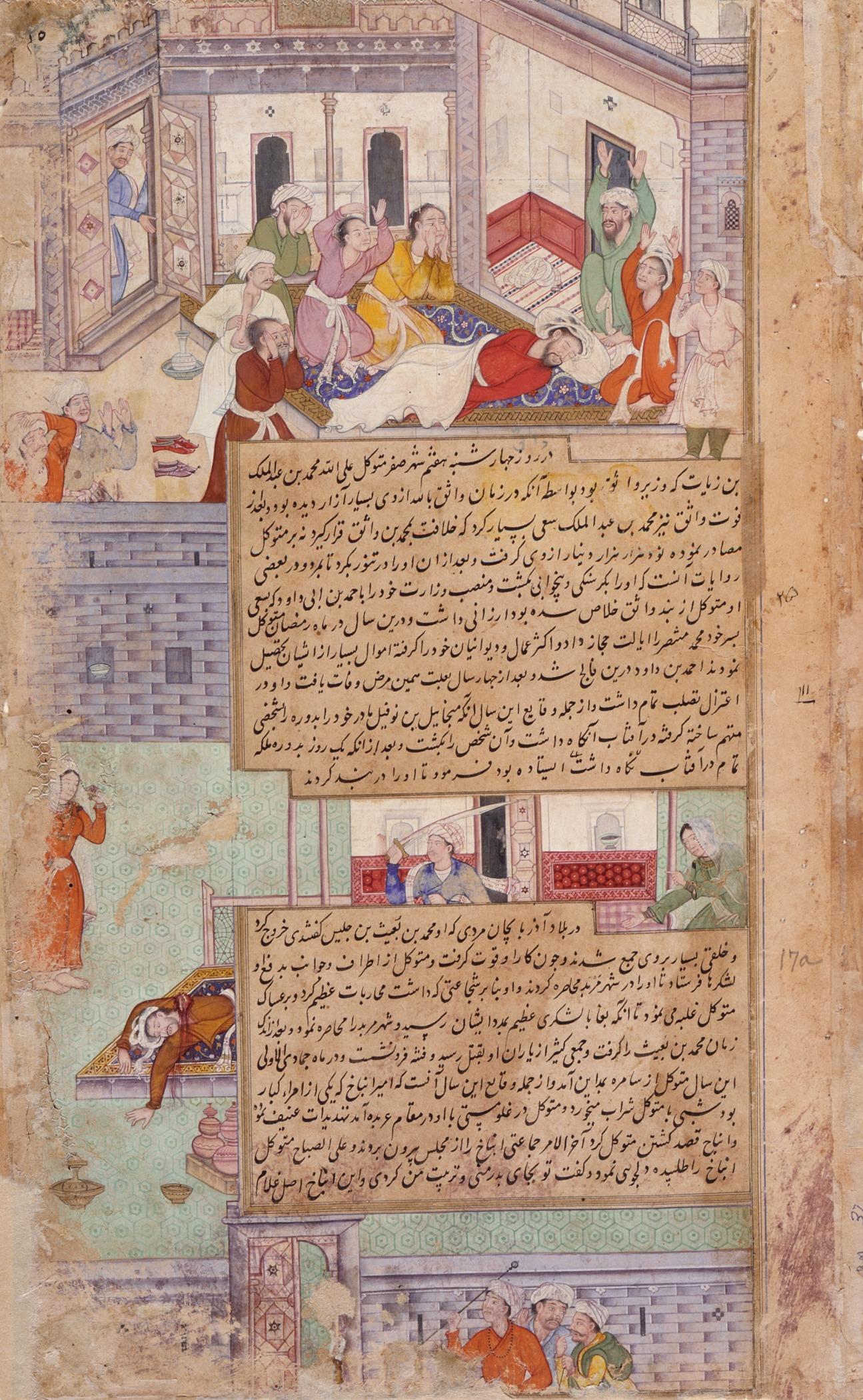
Morte do califa Aluatique em miniatura mogol do Tárique-I Alfi (1594)

Aluatique morreu como resultado de edema, provavelmente devido a danos no fígado ou diabetes, enquanto estava sentado num forno na tentativa de curá-lo, em 10 de agosto de 847. Sua idade é dada como 32, 34 ou 36 anos islâmicos à época. Foi enterrado no Palácio Haruni em Samarra, que havia construído.
Sua morte foi inesperada e deixou a sucessão em aberto—embora o historiador quase contemporâneo Iacubi pelo menos afirme que um herdeiro havia sido nomeado, e o juramento de lealdade dado a ele. Consequentemente, os principais oficiais, o vizir, ibne Azaiate, o cádi-mor, Amade ibne Abi Duade, os generais turcos Itaque e Uacife, e alguns outros, reuniram-se para determinar seu sucessor. Ibne Azaiate inicialmente propôs o filho de Aluatique, Maomé (o futuro califa Almutadi), mas devido à sua juventude foi preterido e, em vez disso, o conselho escolheu o meio-irmão de 26 anos de Aluatique, Jafar, que se tornou o califa Mutavaquil.
Esta seleção é comumente considerada pelos historiadores como tendo sido, na verdade, uma conspiração para colocar um governante fraco e flexível no trono, enquanto a mesma conspiração de funcionários administraria os assuntos como sob Aluatique. Eles logo saberiam que estavam errados, pois Mutavaquil agiu para eliminar ibne Azaiate e Itaque e consolidar sua própria autoridade.

## Avaliação e legado
Aluatique é relatado como tendo sido generoso com os pobres das cidades sagradas de Meca e Medina, e por ter reduzido os impostos sobre o comércio marítimo, mas não parece ter desfrutado de grande popularidade. O que é dito sobre seu personagem mostra que era uma pessoa de boas maneiras, dada à indolência e aos prazeres da vida na corte, a ponto de se embriagar e adormecer. Era um poeta talentoso - sobreviveram mais poemas seus do que de qualquer outro califa abássida - bem como um compositor habilidoso, e sabia tocar bem o oud. Também foi patrono de poetas, cantores e músicos, convidando-os ao palácio. Ele mostrou favor especial ao músico Ixaque Almaucili, o cantor Mucarique e o poeta Adaaque Albaili, conhecido como Alcali (lit. o Devastado).
Em contraste com este quadro, o historiador do século X Almaçudi retrata Aluatique como "interessado no aprendizado científico e em facilitar disputas entre médicos". O movimento de tradução greco-árabe continuou a florescer sob seu reinado e as fontes também relatam alguns episódios que mostram a "curiosidade intelectual" do próprio Aluatique, especialmente como relacionado a questões que poderiam polir suas credenciais religiosas: teria sonhado que as "Barreira de Du Alcarnaim" haviam sido violadas - provavelmente resultante de notícias dos movimentos dos turcos do Quirguistão na época que causou grandes mudanças populacionais entre os nômades turcos da Ásia Central - e enviou o oficial da chancelaria Salã Atarjumã para viajar à região e investigar. Da mesma forma, de acordo com ibne Cordadebe, o califa enviou o astrônomo Alcuarismi aos bizantinos para investigar a lenda dos Sete Adormecidos de Éfeso.
Aluatique é um dos califas abássidas mais obscuros. Segundo o historiador Hugh N. Kennedy, "nenhum outro califa do período deixou tão poucos vestígios da história de sua época, e é impossível formar qualquer impressão clara de sua personalidade", enquanto a Enciclopédia do Islã escreve que "não tinha os dons de um grande governante, e seu breve reinado não foi marcado por eventos notáveis". Sua própria obscuridade permitiu que William Beckford apresentasse uma versão fortemente ficcional de Aluatique em seu clássico romance do século XVIII de fantasia gótica Vathek, que Kennedy descreve como "um conto fantástico de crueldade, dissipação e uma busca pelo tesouro perdido de reis antigos, guardado por Iblis/Satanás".

## Família
Aluatique teve várias concubinas. A mais famoso deles foi Curbe, também conhecido como Um Maomé. Em 833, deu à luz o filho mais velho de Aluatique, Maomé, o futuro califa Almutadi. Outra concubina conhecida e famosa foi Farida, que também era música e favorita de Aluatique. Quando Aluatique morreu, o cantor Anre ibne Bana apresentou-a ao califa Almutauaquil. Ele se casou com ela e ela se tornou uma de suas favoritas.